# 黃紹頗
黃紹頗（？—944年），五代十国连江（今福建省连江县）人，闽国官员。
941年六月闽国皇帝王曦淫侈无度，任用黄绍颇代替陈匡范做国计使。黄绍颇建议：“命令想要做官的人，不是因功荫补，都要送钱授官，从百缗直到千缗，用资望高下及州县户口多少来定价格。”王曦采纳了。
942年六月，富沙王王延政围攻汀州，王曦派林守亮进入尤溪，派大明宫使黄敬忠屯驻尤口，准备袭击建州。黄绍颇领八千步兵作为声援。七月十五日，尤口作战。黄敬忠阵亡，林守亮和黄绍颇都逃回去。
944年三月，朱文进杀死王曦，任用羽林统军使黄绍颇为泉州刺史，左军使程文纬为漳州刺史。泉州散员指挥使留从效对同列为官的王忠顺、董思安、张汉思表示要忠于王氏。十一月，留从效等各自率领军中壮士，夜晚在留从效家中饮酒，留从效骗他们说，富沙王已经平定福州，有密旨让讨拿黄绍颇。众人积极响应，拿起棍棒，跳墙而入，捉住黄绍颇，把他杀死。留从效自称是平贼统军使，匣装黄绍颇的首级，派遣副兵马使陈洪进送至建州王延政。